# Parti d'action socialiste arabe
 (août 2009).
Si vous disposez d'ouvrages ou d'articles de référence ou si vous connaissez des sites web de qualité traitant du thème abordé ici, merci de compléter l'article en donnant les références utiles à sa vérifiabilité et en les liant à la section « Notes et références ».
Parti d'action socialiste arabe (arabe: حزب العمل الاشتراكي العربي) est un parti politique panarabe, issu du Mouvement nationaliste arabe. Idéologiquement, le PASA lie marxisme et nationalisme arabe. Le secrétaire général du parti était le palestinien Georges Habache. Le journal du parti était Tariq-Thawra.
Au Liban, à la suite de l’invasion israélienne de 1982, le Parti d’action socialiste arabe participa à la constitution du Front de la résistance nationale libanaise, aux côtés d'organisations de gauche, comme le Parti communiste libanais et l'Organisation de l'action communiste au Liban. La constitution du Front est rendue publique le 16 septembre 1982, et le mouvement chiite Amal le rejoint à partir de la mi-1983. 
Les sections du parti furent notamment :
- Palestine : Le Front populaire de libération de la Palestine ;
- Irak : Parti d'action socialiste arabe - Irak ;
- Liban : Parti d'action socialiste arabe - Liban ;
- Arabie Saoudite : Parti d'action socialiste arabe de la péninsule Arabique ou Parti socialiste arabe d'action ;
- Jordanie : Parti populaire révolutionnaire jordanien.